# Droga wojewódzka nr 360
Droga wojewódzka nr 360 (DW360) – droga wojewódzka w województwie dolnośląskim łącząca DK30 w Gryfowie Śląskim z Giebułtowem i Czechami. Przebiega przez powiaty: lwówecki i lubański. Droga biegnie z północnego wschodu na południowy zachód.

## Miejscowości leżące przy trasie DW360
- Gryfów Śląski (DK30, DW364)
- Giebułtów
- Świecie (DW358)